# Leonard van Tassis (1521-1612)

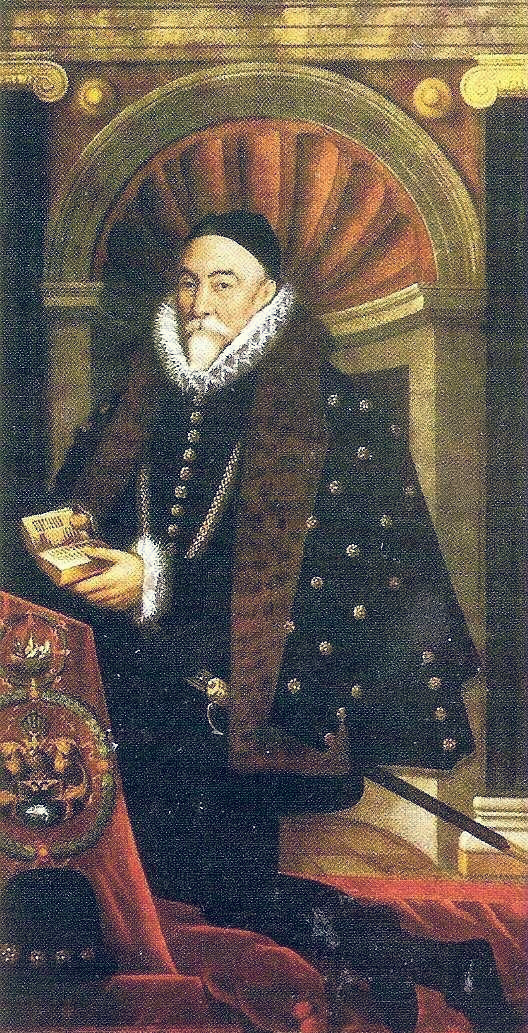
Portret van Leonard van Tassis op het Triptiek van de Grote Voetbooggilde van Brussel door Michiel Coxcie

Leonard van Tassis of Leonardo de Tassis (ca. 1521 – Brussel, 5 mei 1612) bestuurde vanuit Brussel het postbedrijf van de familie Tassis van 1543 tot zijn dood. Hij leidde het door de woelige jaren van de Opstand in de Nederlanden en de Duitse "postreformatie". In 1595 werd hij bevestigd als postmeester-generaal van het Heilig Roomse Rijk. Op hoge leeftijd werd hij door de keizer Rudolf II in 1608 tot baron verheven.

## Leven
Toen vader Jan Baptist in 1541 stierf, nam Frans II de leiding van de Tassis-post over. Ook hij overleed twee jaar later, waardoor zijn jongere broer Leonard op 31 december 1543 aan het hoofd kwam, zij het nog onder de voogdij van Seraphin I van Tassis. De patentbrief van keizer Karel V noemde Leonard chief et maistre general des postes.
Bij het aantreden van Filips II van Spanje in 1555 werd Leonard in al zijn ambten bevestigd. Voortaan was het Habsburgse rijk nu gesplitst in een Duits en een Spaans deel, en het duurde niet lang vooraleer er in Duitse vorstendommen die de Reformatie waren toegedaan, argwaan en protest begon te rijzen. De precaire situatie van de schatkist toonde aan dat de rijkspost met Spaanse subsidies werd gefinancierd. Door het staatsbankroet van 1565 viel deze geldstroom stil en raakte het postverkeer overal gestremd. 
De Tachtigjarige Oorlog die daarna uitbrak, was ook niet bevorderlijk voor de communicatie. Als katholiek en koningsgezind onderdaan beleefde Leonard moeilijke jaren. Kardinaal Granvelle dreigde hem in 1569 met afzetting als de postbedeling niet zou verbeteren. Bij de door Willem van Oranje bevolen gevangenname van de Raad van State in 1576 werd zijn broer Jan Baptist in hechtenis genomen. Leonard schonk een paard aan Willem van Horne om de bewaking op te heffen, waarna Jan Baptist de benen nam naar Don Juan van Oostenrijk. Leonard werd vastgezet, maar wist te ontsnappen en ging eind januari 1578 met zijn vrouw Louise, zijn zoon Lamoraal en zijn broer Rogier naar het kamp van Don Juan in Luxemburg. In Brussel werden zijn bezittingen geconfisqueerd en vervingen de Staten-Generaal hem als postmeester-generaal door Jan Hinckart. 
Dankzij de Spaanse overwinning in de Slag bij Gembloers kreeg hij gauw zijn ambt terug. Als beloning voor zijn trouw verleende koning Filips hem het devies Perpetua fide en in 1582 een jaarrente van duizend dukaten. Het postwezen bleef niettemin in slechte staat. Pas in 1593 kwam er geld vrij om het netwerk van posthouders te herstellen.
Een beslissende stap volgde op 16 juni 1595, toen keizer Rudolf II Ferdinand erkende als postmeester-generaal voor het hele rijk. Er kwam nu ook financiering los uit de keizerlijke hofkamer en bij de Fugger-bank. Voorts zorgden de landvoogden Albrecht en Isabella vanaf 1598 voor structurele middelen. Ze lieten de oude Leonard ook zetelen in hun Raad van Oorlog. In 1606 werd hij benoemd tot keizerlijk kamerheer en op 16 januari 1608 werd hij verheven tot rijksbaron. Bij zijn dood vier jaar later was zijn zoon Lamoraal, die hem al sinds 1589 bijstond, klaar om de leiding officieel over te nemen. Hij zou bekomen dat het postgeneralaat een erfelijk leen werd.
Leonard van Tassis werd begraven tegenover zijn Hof van Tassis in de Zavelkerk, die hij tijdens zijn leven rijk had begiftigd.

## Familie
Hij was een jongere zoon van Jan Baptist van Tassis en Christina van Wachtendonck. Zijn vijf broers maakten mooie carrières, en zijn zes zussen trouwden met voorname personen. Zelf trad hij twee keer in het huwelijk: eerst in 1546 met Margaretha Damant († 12 oktober 1549) en dan met Louise Boisot de Rouha († 10 juli 1610). 
Uit het huwelijk met Damant had hij:
- Christina († na 1620), getrouwd op 15 februari 1571 met Jan van der Noot († 1611)

Uit het huwelijk met Boisot had hij zeven kinderen, onder wie:
- Lamoraal (1557-1624), Leonards opvolger als postmeester-generaal
- Jan Baptist (1566-1580), begraven in Bergen
- Valeria (1573-1643), getrouwd op 12 januari 1588 met Augustin de Herrera, gouverneur van Gent († 1612)
- Margareta, getrouwd op 5 februari 1596 met Diego Rodriguez de Olivares, gouverneur van Nieuwpoort